# Samuel Kalu
Samuel Kalu (Aba, Imo, 26 de agosto de 1997) es un futbolista nigeriano que juega en la demarcación de extremo y se encuentra sin equipo tras abandonar el Watford F. C.

## Selección nacional
Hizo su debut con la selección de fútbol de Nigeria el 8 de septiembre de 2018 en un partido de clasificación para la Copa Africana de Naciones de 2019 contra Seychelles que finalizó con un resultado de 0-3 a favor del combinado nigeriano tras los goles de Chidozie Awaziem, Ahmed Musa y de Odion Ighalo. Además disputó la Copa Africana de Naciones de 2019.

### Goles internacionales
| # | Fecha                   | Estadio                                | Oponente | Gol | Resultado | Competición                                             |
| - | ----------------------- | -------------------------------------- | -------- | --- | --------- | ------------------------------------------------------- |
| 1 | 13 de octubre de 2018   | Estadio Ahmadu Bello, Kaduna, Nigeria  | Libia    | 4-0 | 4-0       | Clasificación para la Copa Africana de Naciones de 2019 |
| 2 | 13 de noviembre de 2019 | Estadio Godswill Akpabio, Uyo, Nigeria | Benín    | 2-1 | 2-1       | Clasificación para la Copa Africana de Naciones de 2021 |

## Clubes
| Club                         | País       | Año       | Partidos | Goles |
| ---------------------------- | ---------- | --------- | -------- | ----- |
| A. S. Trenčín                | Eslovaquia | 2016      | 43       | 7     |
| K. A. A. Gante               | Bélgica    | 2017-2018 | 54       | 11    |
| F. C. Girondins de Burdeos   | Francia    | 2018-2022 | 86       | 10    |
| Watford F. C.                | Inglaterra | 2022-2023 | 13       | 0     |
| F. C. Lausana-Sport (cedido) | Suiza      | 2023-2024 | 21       | 3     |

## Palmarés

### Campeonatos nacionales
| Título                  | Club          | País       | Año  |
| ----------------------- | ------------- | ---------- | ---- |
| Superliga de Eslovaquia | A. S. Trenčín | Eslovaquia | 2016 |
| Copa de Eslovaquia      | A. S. Trenčín | Eslovaquia | 2016 |